# Systenita prasina
Systenita prasina là một loài nhện trong họ Pholcidae. Loài này được phát hiện ở Venezuela.